# Meudheun
Meudheun is een bestuurslaag in het regentschap Aceh Jaya van de provincie Atjeh, Indonesië. Meudheun telt 577 inwoners (volkstelling 2010).